# Evergestis ostrogovichi
Evergestis ostrogovichi là một loài bướm đêm trong họ Crambidae.